# Čebrať-Tunnel
Der Čebrať-Tunnel (slowakisch Tunel Čebrať) ist ein 3600 m langer Autobahntunnel in Bau in der Slowakei, unweit der nordslowakischen Stadt Ružomberok, auf der Autobahn D1, Bauabschnitt Hubová–Ivachnová. Er befindet sich nordwestlich des Stadtkerns von Ružomberok, zwischen dem Stadtteil Hrboltová am Westportal und der Gemeinde Likavka am Ostportal. Gleich hinter dem Ostportal entsteht die Anschlussstelle Likavka. Namensgeber ist der 1054 m n.m. hohe Berg Čebrať in der Großen Fatra südlich des Tunnels.
Zur Tunnelanlage gehören zwei Röhren mit Platz für je zwei Fahrspuren. Beide Röhren werden mit 14 Sicherheitskorridoren, davon vier befahrbaren, verbunden sein. Die Höchstgeschwindigkeit wird 100 km/h betragen. 

## Bau
Der geplante Tunnel war ursprünglich nur 2026 m lang und sollte östlich von Hrboltová (Lage) unmittelbar am westlichen Fuß des Čebrať beginnen. Der offizielle Baubeginn war am 17. Februar 2014, die Arbeiten am Tunnel selbst begannen erst am 19. September 2014 am Ostportal. Es wurde die Neue Österreichische Tunnelbaumethode (NÖT) verwendet. Aber im Februar 2015 geriet der Bau ins Stocken, nachdem erst ungefähr 200 m vom Ostportal her gebohrt worden waren. Grund dafür waren instabile Bodenverhältnisse und Erdrutschgefahr im Bereich des Westportals. Da das vom Tunnelbau gewonnene Material für die Aufschüttung der auf der Oberfläche liegenden Trasse bestimmt war, wurden auch dort die Bauarbeiten verzögert. Nachdem eine Hangsanierung an der ursprünglichen Trassenführung ausgeschlossen worden war, wurde eine neue, nördlichere Trassenführung mit dem neuen Westportal am westlichen Ende von Hrboltová sowie eine Verlängerung der Tunnellänge auf 3600 m vorgestellt. Dies erforderte eine Umplanung von Teilen des bereits im Bau befindlichen Bauabschnitts und führte zu Kostensteigerungen, dazu forderten die Einwohner von Hrboltová eine erneute Verlegung des Westportals, diese wurde aber vom Bauherrn nicht angenommen. Der bereits ausgebohrte Teil am Ostportal wird auch bei der neuen Trassenführung verwendet.
Die Bohrarbeiten wurden im Sommer 2018 wieder aufgenommen, wegen ausbleibender Baugenehmigung konnten die Arbeiten aber nur vom Ostportal im Rahmen einer nicht genehmigungspflichtigen „geologischen Aufgabe“ herangetrieben werden, dabei konnte weder das Westportal errichtet noch der Tunnel zur vollen Länge gebohrt werden. Auch die Fertigstellung der permanenten Wandung sowie von anderen Objekten war nicht möglich. Die neue Planfeststellung wurde im April 2020, die Baugenehmigung dann am 24. Mai 2021 rechtskräftig, kurz danach begannen auch die Arbeiten am neuen Westportal. Zum 1. Dezember 2021 wurden 3480 m gebohrt. Im Frühjahr 2022 wurden die Arbeiten erneut eingestellt, diesmal wegen Streitigkeiten zwischen dem Bauherrn NDS a. s. und den ausführenden Baufirmen bezüglich Finanzierungsfragen, die im Sommer 2022 teilweise gelöst werden konnten. Der feierliche Durchbruch der Südröhre fand am 15. November 2022 statt, mehr als acht Jahre nach Baubeginn.
Die Verkehrsfreigabe des Tunnels ist für das Jahr 2025 vorgesehen.